# Inglés criollo de Venezuela
Es un conjunto de variantes del idioma inglés, conformado por las diversas variedades discursivas del Inglés, traídas por inmigrantes de varias islas del Caribe anglófono, tales como: Trinidad y Tobago, la antigua Guayana Inglesa, la actual República Cooperativa de Guyana, la isla Granada, la isla Santa Lucía, la isla Dominica entre otras islas de las Antillas menores que llegaron a Venezuela tras la fiebre del oro. Esta variedad lingüística tiene préstamos del Francés, del Español y en menor medida del idioma Holandés.
Este dialecto es hablado en el sur-oriente de Venezuela, en el Estado Bolívar, característico en el poblado de El Callao, Guasipati. Tumeremo. Esta lengua está atravesando un grave peligro de extinción, ya que quedan muy pocos hablantes y son personas de edad avanzada, núcleos familiares y pequeñas comunidades en algunas plantaciones. Su máxima expresión se ve reflejado en la música típica Calipso de El Callao, al mismo tiempo, otros aspectos culturales incluyen los apellidos de origen inglés tales como Billings, Ferdinand, ST. Bernard, Harewood, London, Stapleton, Small, Griffin. Como personas icono de la identidad anglo-callaense del Estado Bolívar se pueden mencionar Isidora Agnes, Carlos Small, Cleotilde Stapleton de Billings, Cleotilde Griffin.
Cuando se hace referencia al Inglés Criollo de Venezuela, se debe incluir los guyaneses angloparlantes de origen indostaní, residentes en San Félix, Municipio Caroní, así como también en San Martín de Turumbán con sus manifestaciones lingüísticas y religiosas que se mantienen en la actualidad. Es decir, la evolución que ha desarrollado la lengua con el transcurrir de las generaciones.

## El Idioma Inglés en Venezuela: Otras comunidades
La constitución de la República Bolivariana de Venezuela reconoce a la lengua castellana como el idioma oficial del país. Las lenguas indígenas son consideradas oficiales dentro de sus respectivas jurisdicciones. Aun así, existen pequeñas comunidades que emplean el idioma inglés dentro de sus círculos sociales más cercanos, como en Maracaibo, Cabimas, Valencia, Caracas entre otras ciudades. También se debe a venezolanos que poseen doble nacionalidad por haber nacido en los Estados Unidos de América, Canadá, Reino Unido u otras naciones/islas de habla inglesa y mantienen fuertes lazos culturales y lingüísticos con dichas naciones de origen.

## Títulos de repertorio musical en inglés
- Fire in this land

Fire in this land, Carriacouan and Grenadians, (2x)
They always left the country and say,
Venezuela has them today,
But they can’t go back,
Without an alpargat from this colony 
If the Carriacouan you tell them go
They will tell you they cannot go
If the Carriacouan you tell them stay
They will tell you they cannot stay
If the Grenadian you tell them go
They will tell you they can not go
If the Grenadian you tell them go
They will tell you they want not go
But they can’t go back
Without an alpargat from this colony
- Woman del Callao

Tiene mucho hunt, tiene mucho tempo
Tiene mucho down, woman del Callao
It's a custom to love the man that comen to El Callao
All the woman have the calipso into de blood
When you go, you would like to live dancing in this paradise
Ev'rytime ay ay ay ay ay ay
- Isidora

Isidora, Isidora, Isidora Callao Calypso queen, (2x)
Isidora calypso queen conquered the town, Ah Ja (2x)
With a nice disguise and sweet calypso (2x)
But who is the queen of carnival? Isido, Isido
But who merry the tourists mask? Isido, Isido
But who here had the best jump up. Isido, Isido
Isidora calypso queens the tourists are merry, Ah ja (2x)
Come to see people all about, Joking, waist, jumping one and all (2x)
- Miss Marksman/Nigger man

Miss Marksman call the doctor for me (3x)
Bad woman want to poison me
You give me poison in pound plantain
You give me poison in Calaloo
You give me poison in fried Manicou 
And you want to tell me Cunu-Munu
Say the word again Niger man, Say the word again (2x)
After you walk about and you spoil my name, you want to come back again (2x)
- Banam Pilé

What day of the week is today?
Today's Monday of Carnival
I want sing Banan pilé 
Or sing  a song in Carnival
I like it - Banan pilé 
You like - Banan pilé 
Banan ma'am - Banan pilé 
You're drinking - Banan pilé 
Banan ma'am - Banan pilé 
Take this bottle of ginger beer
We can rock in this bachanal
I want sing Banan pilé 
Or sing  a song in Carnival
I like it - Banan pilé 
You like - Banan pilé 
Banan ma'am - Banan pilé 
I'm feeling happy - Banan pilé 
In carnival - Banan pilé 
Banan ma'am - Banan pilé

## Bandas musicales que emplean el inglés o inglés criollo de Venezuela
- Family Ground
- New generation
- Nueva onda
- Yuruari
- Serenata Guayanesa
- Convenezuela
- The same people
- Alianza (Evangélica: Ev'ry body praise with calypso from Callao/Le alabamos en inglés con calypso del Callao).